# راه آب
راه آب یا روا (به لاتین: Rvo، همچنین ریوو Rivo) یک منطقه مسکونی در جمهوری آذربایجان است که در شهرستان لنکران واقع شده‌است. راه‌آب ۱٬۴۶۲ نفر جمعیت دارد. 

## ریشه واژه
راه‌آب یا روو در زبان تالشی به معنای رود باریک است و احتمالاً به دلیل سرچشمه گرفتن از رود لنکران (لنکران‌چای) به این نام شناخته می‌شود.